# Стрибки у воду на літніх Олімпійських іграх 2016 — синхронний трамплін, 3 метри (жінки)
Змагання з синхронних стрибків у воду 3-метрового трампліна серед жінок на літніх Олімпійських іграх 2016 пройшли 7 серпня у Водному центрі Марії Ленк. У змаганнях взяли участь 16 спортсменок з 8-ми країн. Чинними олімпійськими чемпіонками в цій дисципліні були китайські стрибунки Хе Цзи і У Мінься

## Призери
| Золото                         | Срібло                                       | Бронза                                     |
| Китай (CHN) Ши Тінмао У Мінься | Італія (ITA) Таня Каньотто Франческа Даллапе | Австралія (AUS) Меддісон Кіні Анабель Сміт |

## Розклад
Час місцевий (UTC−3)
| Дата     | Час         | Раунд |
| -------- | ----------- | ----- |
| 7 серпня | 16:00—17:15 | Фінал |

## Змагання
Змагання з синхронних стрибків пройшли в один раунд, під час якого учасниці виконали по 5 стрибків — 2 обов'язкових і 3 довільні. Дует, який набрав найбільшу суму балів, став володарем золотих медалей.
| Місце | Спортсменки                                          | Стрибки | Стрибки                        | Стрибки | Стрибки | Стрибки | Загалом очок |       |       |        |
| ----- | ---------------------------------------------------- | ------- | ------------------------------ | ------- | ------- | ------- | ------------ | ----- | ----- | ------ |
| Місце | Спортсменки                                          | 1       | Китай (CHN) Ши Тінмао У Мінься | 55.80   | 52.20   | 76.50   | Загалом очок | 80.10 | 81.00 | 345.60 |
| 2     | Італія (ITA) Таня Каньотто Франческа Даллапе         | 51.60   | 50.40                          | 71.10   | 66.03   | 74.70   | 313.83       |       |       |        |
| 3     | Австралія (AUS) Меддісон Кіні Анабель Сміт           | 48.00   | 42.00                          | 70.20   | 67.89   | 71.10   | 299.19       |       |       |        |
| 4     | Канада (CAN) Дженніфер Абель Памела Вейр             | 46.80   | 45.00                          | 70.20   | 68.82   | 67.50   | 298.32       |       |       |        |
| 5     | Малайзія (MAS) Цзюнь Хон Чон Нур Дабіта Сабрі        | 49.80   | 47.40                          | 71.10   | 60.30   | 64.80   | 293.40       |       |       |        |
| 6     | Велика Британія (GBR) Алісія Благг Ребекка Галлантрі | 49.80   | 47.40                          | 64.80   | 64.80   | 66.03   | 292.83       |       |       |        |
| 7     | Німеччина (GER) Тіна Пунцель Нора Субшінскі          | 48.00   | 48.00                          | 60.30   | 60.45   | 67.50   | 284.25       |       |       |        |
| 8     | Бразилія (BRA) Таммі Такагі Жуліана Велозу           | 45.00   | 46.20                          | 59.40   | 47.70   | 60.45   | 258.75       |       |       |        |